# Parasicyonis groenlandica
Parasicyonis groenlandica är en havsanemonart som beskrevs av Oscar Henrik Carlgren 1933. Parasicyonis groenlandica ingår i släktet Parasicyonis och familjen Actinostolidae. Inga underarter finns listade i Catalogue of Life.